# Kisszőlős
Kisszőlős är en ort (by) i provinsen Veszprém i västra Ungern. Orten har 125 invånare (2024), på en yta av 6,49 km². Den ligger cirka 20 kilometer nordväst om Ajka.